# جال‌آغاج
جال‌آغاج (قزاقی: Жалағаш، جالاعاش) یک منطقهٔ مسکونی در قزاقستان است که در استان قیزیل‌اوردا واقع شده‌است.